# Cantautore (album)
Cantautore è il tredicesimo album in studio di Nino D'Angelo, pubblicato nel 1986.
L'album contiene Vai, canzone con cui il cantautore partecipò al Festival di Sanremo 1986.

## Tracce
1. Fotoromanzo (4:23)
2. Io moro pe tte (4:08)
3. Ragazzina (3:23)
4. Io vagabondo (3:37)
5. Vai (3:51)
6. Cantautore (4:18)
7. Crisi d'amore (3:57)
8. Trentuno agosto (4:00)
9. Comme vuò (3:13)
10. Amore e pensiero (3:21)